# Ервінг (Массачусетс)
Ервінг (англ. Erving) — місто (англ. town) в США, в окрузі Франклін штату Массачусетс. Населення — 1665 осіб (2020).

## Демографія
Згідно з переписом 2010 року, у місті мешкало 1800 осіб у 745 домогосподарствах у складі 478 родин. Було 807 помешкань
Расовий склад населення:
| - 97,2 % — білих - 0,3 % — корінних американців - 0,3 % — чорних або афроамериканців - 0,2 % — азіатів |

До двох чи більше рас належало 1,6 %. Частка іспаномовних становила 1,8 % від усіх жителів.
За віковим діапазоном населення розподілялося таким чином: 22,5 % — особи молодші 18 років, 63,6 % — особи у віці 18—64 років, 13,9 % — особи у віці 65 років та старші. Медіана віку мешканця становила 41,3 року. На 100 осіб жіночої статі у місті припадало 95,9 чоловіків;  на 100 жінок у віці від 18 років та старших — 94,8 чоловіків також старших 18 років.
Середній дохід на одне домашнє господарство  становив 72 276 доларів США (медіана — 70 870), а середній дохід на одну сім'ю — 79 829 доларів (медіана — 81 186). Медіана доходів становила 51 905 доларів для чоловіків та 37 125 доларів для жінок. За межею бідності перебувало 8,9 % осіб, у тому числі 15,1 % дітей у віці до 18 років та 4,4 % осіб у віці 65 років та старших.
Цивільне працевлаштоване населення становило 986 осіб. Основні галузі зайнятості: освіта, охорона здоров'я та соціальна допомога — 29,7 %, виробництво — 18,7 %, роздрібна торгівля — 12,2 %, транспорт — 7,1 %.